# Koichi Sugiyama
Koichi Sugiyama (født 27. oktober 1971) er en tidligere japansk fodboldspiller og -træner.
Han har spillet for flere forskellige klubber i sin karriere, herunder Urawa Reds og Tokyo Verdy.
Han har tidligere trænet Blaublitz Akita.